# هری دیگوید (بازیکن فوتبال)
هری دیگوید (انگلیسی: Harry Digweed؛ 1878 – 1965 (aged ۸۶–۸۷)) بازیکن فوتبال اهل بریتانیا بود.
از باشگاه‌هایی که در آن بازی کرده‌است می‌توان به باشگاه فوتبال میدلزبرو، باشگاه فوتبال پورتسموث، و باشگاه فوتبال پلیموث آرگیل اشاره کرد.